# Marshal (serie televisiva)
Marshal (The Marshal) è una serie televisiva statunitense in 25 episodi trasmessi per la prima volta nel corso di 2 stagioni nel 1995.

## Trama
Winston MacBride è un marshal degli Stati Uniti che persegue i fuggitivi in tutta la nazione vagando di città in città.

## Personaggi e interpreti
- Marshal Winston MacBride (25 episodi, 1995), interpretato da Jeff Fahey.
- Katie MacBride (16 episodi, 1995), interpretata da Kristina Lewis.
- Molly MacBride (15 episodi, 1995), interpretato da Carly McKillip.
- Sally Caulfield-MacBride (11 episodi, 1995), interpretata da Patricia Harras.
- Sarah Steenburgen (3 episodi, 1995), interpretata da Elizabeth Ruscio.
- Sally Caulfield-MacBride (3 episodi, 1995), interpretata da Dey Young.
- Felton (2 episodi, 1995), interpretato da Lisa Jane Persky.
- Lester Villa-Lobos (2 episodi, 1995), interpretato da Miguel Sandoval.
- Marshal Bill (2 episodi, 1995), interpretato da Bill Dow.

## Produzione
La serie, ideata da John Mankiewicz e Daniel Pyne, fu prodotta da Paramount Television. Le musiche furono composte da Van Dyke Parks e Tim Truman.

### Registi
Tra i registi sono accreditati:
- Vern Gillum in 2 episodi (1995)
- Roy Campanella
- Tucker Gates
- Patrick R. Norris
- P.J. Pesce
- James Quinn
- Jeffrey Reiner
- Deborah Reinisch
- Jonathan Sanger

### Sceneggiatori
Tra gli sceneggiatori sono accreditati:
- Erich Anderson
- Les Carter
- Thomas George Carter
- William T. Conway
- Samantha Howard Corbin
- Debra Epstein
- Terry Curtis Fox
- Jackson Hunsicker
- Jim Leonard
- Don Mankiewicz
- John Mankiewicz
- Nancy Miller
- Alfonso H. Moreno
- Daniel Pyne
- Susan Sisko
- Benjamin Stein
- Hans Tobeason

## Distribuzione
La serie fu trasmessa negli Stati Uniti dal 31 gennaio 1995 al 25 dicembre 1995 sulla rete televisiva ABC. In Italia è stata trasmessa su RaiDue con il titolo Marshal.
Alcune delle uscite internazionali sono state:
- negli Stati Uniti il 31 gennaio 1995 (The Marshal)
- in Portogallo il 23 agosto 1997
- in Polonia (Szeryf)
- in Germania (Der Marshal)
- in Italia (Marshal)

## Episodi
| Stagione         | Episodi | Prima TV USA |
| ---------------- | ------- | ------------ |
| Prima stagione   | 12      | 1995         |
| Seconda stagione | 13      | 1995         |